# Војнића палата у Суботици
Војнића палата у Суботици се налази у улици Корзо 1, подигнута је 1893. године и представља непокретно културно добро као  споменик културе.

## Архитектура
Војнић палата је најамна палата пројектована за Мату Бајшаи Војнића, по пројекту Јаноша Јадличке, зидарског мајстора из Будимпеште.
Фасада објекта је ураћена у стилу француске ренесансе са елементима цветне готике, у приземљу са дискретном декорацијом, док отвори првог спрата носе богату декорацију. Фасадом доминира декорација у форми француског љиљана. Приземљем доминирају масивни лукови аркада, на које се наслања нешто лакша, али још увек масивна конструкција првог спрата. Централна вертикална оса наглашава троугаону форму средишњег еркера.
Основа објекта је у облику затвореног четвороугла, са најлуксузнијим станом који је смештен према уличном делу објекта и то на првом спрату, док сваки спрат има четири стана. Интересантна је подела задњег дела приземља где је данас сала биоскопа. Тамо је била смештена штала за шест коња, са одвојеним боксовима, затим колник за кочије и непосредно уз шталу, и стан за коњушара. У задњем делу објекта је било споредно степениште, а већ 1893. године је пројектован лифт. Два лифта један поред другог су задовољавала потребе целе зграде. Као и фасада, унутрашњост просторија је била луксузно опремљена са штуко украсима и раскошним пећима од жолнаи керамике. Занимљив је изглед предњег објекта из дворишног дела. Окружује га ходник на оба спрата и то са крстастим сводом и ниским тосканским стубовима, као у доба барока.
Војнић палата је једна од најскладнијих и најинтересантнијих остварења у низу објеката овог типа који су крајем 19. века незадрживо ницали у дојучерашњој паланачкој варошици.